# 井上真希
井上 真希（いのうえ まき、8月10日 - ）は、日本の女性声優。千葉県出身。ケッケコーポレーションに所属していた。現在はAlly Agent所属。

## 略歴
元保育士。

## 出演

### テレビアニメ
2016年
- ファンタシースターオンライン2 ジ アニメーション（女子生徒）
- 初恋モンスター（防災無線、販売員）

2017年
- チェインクロニクル 〜ヘクセイタスの閃〜（少年）

### ゲーム
2016年
- ガーディアンズ・ヴァイオレーション（女神エルダ）
- 感染×少女（遠城燈冷）
- 妖怪百姫たん!（キョンシー、襟立衣、ミズチ、若菜姫）

2017年
- パシャ★モン（カリン）

### デジタルコミック
- どうしようもない、ぼくの初恋。（2022年、女子生徒B、女子生徒F、記憶の女子中学生1、女子生徒I、女子生徒L）[3]